# 라자루스 (소프트웨어)
라자루스(Lazarus)는 크로스 플랫폼 시각적 프로그래밍 통합 개발 환경이다. 오픈 소스 프리 파스칼 컴파일러를 기반으로 개발되었다. 고속 개발 도구를 지원하는 것이 목적이며 파스칼과 오브젝트 파스칼 사용자를 위해 델파이를 흉내내었다.
자바 플랫폼처럼 특정 플랫폼을 기반으로 작동하는 것이 아니라, 하나의 소스 코드로 여러 운영 체제에서 각각 컴파일할 수 있도록 하는 것이 목적이다. 다른 운영체제에서 컴파일하기 위해 특별한 작업을 할 필요가 없다.
마이크로소프트 윈도우 환경에서 볼랜드의 델파이는 여전히 매우 안정적이며 특유의 뛰어난 문서를 갖추고 있다. 하지만 다양한 플랫폼을 지원하는 라자루스에 비해 범용성이 떨어진다. 리눅스에서 약간의 재처리를 거치면 델파이 애플리케이션은 그대로 컴파일될 수 있다.

## UI

### LCL
라자루스의 GUI 체계는 기본적으로 위젯 툴킷 기반의 시각적/비시각적 구성 요소를 포함하는 라자루스 컴포넌트 라이브러리(LCL)이다. 델파이의 비주얼 컴포넌트 라이브러리와 호환되지만, 델파이6에 맞추어져 있으며 완벽하지는 않다. 다양한 플랫폼을 위해 설계되었다.

### 위젯 툴킷 독립성
라자루스에서는 이 부분은 "인터페이스"라고 불린다.
지금의 위젯 툴킷 인터페이스의 상태는 아래와 같다.
- win32/win64 GDI support (win32)
- GTK+ 1.2.x (유닉스, OS X)
- GTK+ 2.6+
- 카본 / 코코아 (OS X)
- 윈도우 CE
- fpGUI (프리 파스칼 GUI 툴킷)

### PDA 지원
- 윈도우 CE
- Qtopia for Linux-based PDAs

지원 예정
- 팜OS
- 심비안 OS

## 라이선스
라자루스는 GPL이지만 어떤 라이선스의 프로그램이든 개발할 수 있다. 라자루스에서 개발에 사용하는 라이브러리는 LGPL이기 때문이다.

## 문제점
GTK2로의 이식이 오랫동안 추진되었지만 아직도 완전히 옮겨지지 못하였다.

## 같이 보기
- 프리 파스칼
- 델파이